# Eupithecia fletcherata
Eupithecia fletcherata là một loài bướm đêm thuộc họ Geometridae. Nó được tìm thấy ở Canada (Newfoundland và Labrador, Nova Scotia, New Brunswick, Quebec, Ontario và Manitoba) và khu vực đông bắc của Hoa Kỳ (bao gồm Ohio và Missouri).
Sải cánh dài khoảng 17 mm. Con trưởng thành bay từ tháng 4 đến tháng 9 tùy theo địa điểm.